# Copa d'Europa d'hoquei sobre patins masculina 2008-2009
La quaranta-quatrena edició de la Copa d'Europa d'hoquei patins masculina, s'inicià l'1 d'octubre de 2008 i finalitzà el 3 de maig de 2009.
A la fase regular hi van participar 16 equips: el campió de l'anterior edició, els campions de cada campionat nacional, els dos finalistes de l'anterior Copa de la CERS i els millors equips del rànquing del CERH fins a completar els 4 grups. Els dos primers de cada grup van participar en la fase ulterior.
La fase final del torneig, organitzada sota el format de final a vuit (final eight), es disputà del 30 d'abril al 3 de maig a l'estadi PalaBassano de Bassano del Grappa (Itàlia).
Els àrbitres destinats a la fase final foren: els catalans Jordi Vidal i Josep Antoni Ribó; els portuguesos Joaquim Pinto i Jose Monteiro; els italians Mario Guadagnin i Ulderico Barbarisi; el suís Jacquart Xavier; i el francès Balthasar Jung.
La televisió pública catalana va retransmetre tres partits de la fase final, tots ells en directe i pel canal 33. Concretament foren els dos de semifinals (18:30h i 20:40h del dissabte 2) i la final (17h del diumenge 3).

## Participants
| Grup A | Grup A                 |
| ------ | ---------------------- |
|        | Barcelona Sorli Discau |
|        | ERG Iserlohn           |
|        | Hockey Valdagno        |
|        | Roncato Patí Vic       |

| Grup B | Grup B            |
| ------ | ----------------- |
|        | Proinosa Igualada |
|        | Noia Freixenet    |
|        | FC Porto          |
|        | HC Quévert        |

| Grup C | Grup C              |
| ------ | ------------------- |
|        | Bassano Hockey 54   |
|        | Herne Bay United RH |
|        | Alnimar Reus        |
|        | Cemex Tenerife      |

| Grup D | Grup D              |
| ------ | ------------------- |
|        | OC Barcelos         |
|        | AP Follonica Hockey |
|        | Coinasa Liceo       |
|        | Vilanova L'Ull Blau |

## Llegenda
| Pts = Punts totals PJ = Partits jugats PG = Partits guanyats PE = Partits empatats PP = Partits perduts GF = Gols a favor |  | GC = Gols en contra DG = Diferència de gols (GF-GC) Ressaltat en verd = Equip classificat per a la final a 8. Ressaltat en vermell = Equip eliminat per a la final a 8. (p) = Gol de penal (pro.) = Gol en pròrroga |  |  |

## Fase Regular

### Grup A
| Equip                  | Pts | PJ | PG | PE | PP | GF | GC | DG  |
| ---------------------- | --- | -- | -- | -- | -- | -- | -- | --- |
| Barcelona Sorli Discau | 13  | 6  | 4  | 1  | 1  | 20 | 9  | +11 |
| Roncato Patí Vic       | 12  | 6  | 4  | 0  | 2  | 25 | 15 | +10 |
| Hockey Valdagno        | 10  | 6  | 3  | 1  | 2  | 23 | 12 | +11 |
| ERG Iserlohn           | 0   | 6  | 0  | 0  | 6  | 8  | 40 | -32 |

| 18 d'octubre de 2008 19:30    |     |                      |                                                                          |
| Roncato Patí Vic              | 3-2 | Hockey Valdagno      | Pavelló Olímpic de Vic Àrbitres: J.M. Oliveira Pinto i J.F. Araujo Pinto |
| Roca 1' Torra 23' Adroher 46' |     | Pranovi 24' Rigo 67' | Pavelló Olímpic de Vic Àrbitres: J.M. Oliveira Pinto i J.F. Araujo Pinto |

| 18 d'octubre de 2008 16:00 |     |                                                           |                                                                                          |
| ERG Iserlohn               | 2-7 | FC Barcelona Sorli Discau                                 | Hemberg Schulzentrum Àrbitres: B. Tarassioux i A. Bodevin Assistència: 1.800 espectadors |
| Fonseca 32' Pereira 46'    |     | Teixidó 8', 22' López 10', 18', 36' Páez 19' Borregán 47' | Hemberg Schulzentrum Àrbitres: B. Tarassioux i A. Bodevin Assistència: 1.800 espectadors |

| 15 de novembre de 2008 20:45        |     |                       |                                                              |
| Hockey Valdagno                     | 4-2 | ERG Iserlohn          | Palalido Città di Valdagno Àrbitres: M. Lewis i J. Schneider |
| Nicolia 24', 45' Cocco 51' Rigo 59' |     | Paczia 15' Bender 51' | Palalido Città di Valdagno Àrbitres: M. Lewis i J. Schneider |

| 15 de novembre de 2008 20:00 |     |                                 |                                                                                     |
| FC Barcelona Sorli Discau    | 2-3 | Roncato Patí Vic                | Palau Blaugrana Àrbitres: L.M. Baptista i J.P. Nunes Assistència: 1.100 espectadors |
| Páez 9' Borregán 40'         |     | Carbó 25' Torra 38' Adroher 43' | Palau Blaugrana Àrbitres: L.M. Baptista i J.P. Nunes Assistència: 1.100 espectadors |

| 13 de desembre de 2008 21:45 |     |                           |                                                             |
| Hockey Valdagno              | 2-2 | FC Barcelona Sorli Discau | Palalido Città di Valdagno Àrbitres: R. Lamela i J. Ventura |
| Raed 14', 45'                |     | Páez 12' Borregán 12'     | Palalido Città di Valdagno Àrbitres: R. Lamela i J. Ventura |

| 13 de desembre de 2008 19:30                                     |     |                         |                                                        |
| Roncato Patí Vic                                                 | 9-2 | ERG Iserlohn            | Palau Olímpic de Vic Àrbitres: E. Armati i R. Eggimann |
| Adroher 1', 27' Carbó 17' (p), 19' Galán (2) Torra (2) Terns 49' |     | Pereira 32' Fonseca 40' | Palau Olímpic de Vic Àrbitres: E. Armati i R. Eggimann |

| 17 de gener de 2009               |     |                                |                                                             |
| Hockey Valdagno                   | 4-3 | Roncato Patí Vic               | Palalido Città di Valdagno Àrbitres: J. Monteiro i J. Pinto |
| Raed 5' Nicolia 28', 34' Rigo 33' |     | Torra 13' Roca 18' Adroher 22' | Palalido Città di Valdagno Àrbitres: J. Monteiro i J. Pinto |

| 17 de gener de 2009 18:00     |     |              |                                                                             |
| FC Barcelona Sorli Discau     | 4-0 | ERG Iserlohn | Palau Blaugrana Àrbitres: M. Lewis i M. Lehn Assistència: 1.026 espectadors |
| López 1', 12', 23' Ordeig 17' |     |              | Palau Blaugrana Àrbitres: M. Lewis i M. Lehn Assistència: 1.026 espectadors |

| 14 de febrer de 2009 |      |                                                                                 |                                                         |
| ERG Iserlohn         | 0-10 | Hockey Valdagno                                                                 | Hemberg Schulzentrum Àrbitres: S. Maury i B. Tarassioux |
|                      |      | Raed 8', 12', 36' Rigo 18' Motaran 22' Nicolia 27', 37', 47' Perdoncin 42', 43' | Hemberg Schulzentrum Àrbitres: S. Maury i B. Tarassioux |

| 15 de febrer de 2009 17:00 |     |                                        |                                                         |
| Roncato Patí Vic           | 1-3 | FC Barcelona Sorli Discau              | Pavelló Olímpic de Vic Àrbitres: G. Fermi i M. Carmazzi |
| Roca 40'                   |     | Panadero 13' Masoliver 18' Teixidó 29' | Pavelló Olímpic de Vic Àrbitres: G. Fermi i M. Carmazzi |

| 14 de març de 2009 19:00     |     |                 |                                                                                  |
| FC Barcelona Sorli Discau    | 2-1 | Hockey Valdagno | Palau Blaugrana Àrbitres: P. Afonso i R. Lameiras Assistència: 2.800 espectadors |
| Borregán 5' (p) Panadero 31' |     | Motaran 30'     | Palau Blaugrana Àrbitres: P. Afonso i R. Lameiras Assistència: 2.800 espectadors |

| 14 de març de 2009 19:30 |     |                                                      |                                                                                 |
| ERG Iserlohn             | 2-6 | Roncato Patí Vic                                     | Hemberg Schulzentrum Àrbitres: E. Armati i B. Jung Assistència: 500 espectadors |
| Bender 36' Paczia 44'    |     | Roca 1', 9', 15' Carbó 32' Galán 38' (p) Adroher 41' | Hemberg Schulzentrum Àrbitres: E. Armati i B. Jung Assistència: 500 espectadors |

### Grup B
| Equip             | Pts | PJ | PG | PE | PP | GF | GC | DG  |
| ----------------- | --- | -- | -- | -- | -- | -- | -- | --- |
| Noia Freixenet    | 13  | 6  | 4  | 1  | 1  | 22 | 16 | +6  |
| FC Porto          | 11  | 6  | 3  | 2  | 1  | 33 | 12 | +21 |
| Proinosa Igualada | 10  | 6  | 3  | 1  | 2  | 24 | 17 | +7  |
| HC Quévert        | 0   | 6  | 0  | 0  | 6  | 7  | 41 | -34 |

| 18 d'octubre de 2008                             |     |                                           |                                                                         |
| Noia Freixenet                                   | 6-4 | Proinosa Igualada                         | Pavelló Olímpic de l'Ateneu Agrícola Àrbitres: M. Carmazzi i R. Rotelli |
| Cabestany (3) Mitjans (1) Esteva (1) Càceres (1) |     | Navarro (1) Marín (1) Baliu (1) Creus (1) | Pavelló Olímpic de l'Ateneu Agrícola Àrbitres: M. Carmazzi i R. Rotelli |

| 18 d'octubre de 2008 |      |                                                             |                                                             |
| HC Quévert           | 1-11 | FC Porto                                                    | Salle Omnisports de Dinan Àrbitres: D. Bell i M. Richardson |
| Camps (1)            |      | Santos (4) Garcia (3) Moreira (2) Figueira (1) Oliveira (1) | Salle Omnisports de Dinan Àrbitres: D. Bell i M. Richardson |

| 15 de novembre de 2008           |     |              |                                                          |
| Proinosa Igualada                | 8-1 | HC Quévert   | Poliesportiu Les Comes Àrbitres: T. Ullrich i G. Richter |
| Pelicano (2) Marín (3) Creus (3) |     | Heveline (1) | Poliesportiu Les Comes Àrbitres: T. Ullrich i G. Richter |

| 15 de novembre de 2008                            |     |                                           |                                                           |
| FC Porto                                          | 4-4 | Noia Freixenet                            | Pavelló Municipal de Fânzeres Àrbitres: Fermi i Barbarisi |
| Moreira 24' Azevedo 29' Garcia 32' Santos 44' (p) |     | Mitjans 11' Feixas 12' Cabestany 32', 45' | Pavelló Municipal de Fânzeres Àrbitres: Fermi i Barbarisi |

| 13 de desembre de 2008 19:30  |     |                                   |                                                                                      |
| Proinosa Igualada             | 3-3 | FC Porto                          | Poliesportiu Les Comes Àrbitres: A. Biasco i A. Perrone Assistència: 450 espectadors |
| Marín 19' Navarro 29' Edu 30' |     | Ventura 5' Santos 9' Oliveira 19' | Poliesportiu Les Comes Àrbitres: A. Biasco i A. Perrone Assistència: 450 espectadors |

| 13 de desembre de 2008 19:30                              |     |            |                                                                         |
| Noia Freixenet                                            | 5-1 | HC Quévert | Pavelló Olímpic de l'Ateneu Agrícola Àrbitres: T. Flossel i C. Niestroy |
| Ros (1) Esteller (1) Feixas (1) Cabestany (1) Cáceres (1) |     | Camps (1)  | Pavelló Olímpic de l'Ateneu Agrícola Àrbitres: T. Flossel i C. Niestroy |

| 18 de gener de 2009 12:30                       |     |                |                                                           |
| Proinosa Igualada                               | 4-1 | Noia Freixenet | Poliesportiu Les Comes Àrbitres: F. Ferrari i A. Da Prato |
| Fernández 17' (p) Navarro 19' Busquets 21', 44' |     | Feixas 45'     | Poliesportiu Les Comes Àrbitres: F. Ferrari i A. Da Prato |

| 17 de gener de 2009                          |      |            |                                                                      |
| FC Porto                                     | 10-0 | HC Quévert | Pavelló Municipal de Fânzeres Àrbitres: J.J. Prades i J.López Varela |
| Silva (4) Ventura (3) Azevedo (2) Garcia (1) |      |            | Pavelló Municipal de Fânzeres Àrbitres: J.J. Prades i J.López Varela |

| 14 de febrer de 2009 |     |                   |                           |
| HC Quévert           | 3-4 | Proinosa Igualada | Salle Omnisports de Dinan |
|                      |     |                   | Salle Omnisports de Dinan |

| 14 de febrer de 2009 |     |          |                                      |
| Noia Freixenet       | 3-2 | FC Porto | Pavelló Olímpic de l'Ateneu Agrícola |
|                      |     |          | Pavelló Olímpic de l'Ateneu Agrícola |

| 14 de març de 2009        |     |                   |                                                            |
| FC Porto                  | 3-1 | Proinosa Igualada | Pavelló Municipal de Fânzeres Àrbitres: Bisacco i Da Prato |
| Azevedo 9' Garcia 27',39' |     | Pelicano 5'       | Pavelló Municipal de Fânzeres Àrbitres: Bisacco i Da Prato |

| 14 de març de 2009 |     |                             |                                                    |
| HC Quévert         | 1-3 | Noia Freixenet              | Salle Omnisports de Dinan Àrbitres: Franco Ferrari |
| Hevelin 23'        |     | Cáceres 3' Mitjans 12', 20' | Salle Omnisports de Dinan Àrbitres: Franco Ferrari |

### Grup C
| Equip                 | Pts | PJ | PG | PE | PP | GF | GC | DG  |
| --------------------- | --- | -- | -- | -- | -- | -- | -- | --- |
| Alnimar Reus          | 14  | 6  | 4  | 2  | 0  | 35 | 13 | +22 |
| ASD Bassano Hockey 54 | 11  | 6  | 3  | 2  | 1  | 50 | 10 | +40 |
| Cemex Tenerife        | 9   | 6  | 3  | 0  | 3  | 38 | 12 | +26 |
| Herne Bay United RH   | 0   | 6  | 0  | 0  | 6  | 5  | 93 | -88 |

| 18 d'octubre de 2008 21:00 |     |                       |                                                                                        |
| Alnimar Reus               | 2-2 | ASD Bassano Hockey 54 | Palau d'Esports de Reus Àrbitres: L. Inácio i P. Venancio Assistència: 900 espectadors |
| Caldú 26' Gil 47'          |     | Silva 6' Mariotti 39' | Palau d'Esports de Reus Àrbitres: L. Inácio i P. Venancio Assistència: 900 espectadors |

| 18 d'octubre de 2008 21:00 |      |                                                                     |                                                            |
| Herne Bay United RH        | 0-10 | Cemex Tenerife                                                      | Herne Bay Pier Sports Centre Àrbitres: E. Armati i M. Lehn |
|                            |      | Rodríguez (4) Ferrer (2) Vergés (1) Burgoa (1) Alen (1) Pujadas (1) | Herne Bay Pier Sports Centre Àrbitres: E. Armati i M. Lehn |

| 15 de novembre de 2008 19:00 |      |                     |                                           |
| ASD Bassano Hockey 54 | 19-0 | Herne Bay United RH | PalaBassano Àrbitres: L. Delfa i A. Gómez |
| Silva 3', 11', 53', 57' Cacau 7', 45', 47' Mariotti 9', 48', 55' Antezza 13', 63', 63', 67', 67' Peripolli 16', 17', 66' Zen 63' |      |                     | PalaBassano Àrbitres: L. Delfa i A. Gómez |

| 15 de novembre de 2008 |     |                    |                                                                                        |
| Cemex Tenerife         | 1-2 | Alnimar Reus       | Pavelló Pancho Camurria Àrbitres: F. Ferrari i M. Galoppi Assistència: 200 espectadors |
| Burgoa 12'             |     | Gual 3' García 20' | Pavelló Pancho Camurria Àrbitres: F. Ferrari i M. Galoppi Assistència: 200 espectadors |

| 2 de desembre de 2008     |     |                |                                                 |
| ASD Bassano Hockey 54     | 3-2 | Cemex Tenerife | PalaBassano Àrbitres: P. Venancio i R. Lameiras |
| Ábalos 16' Silva 47', 64' |     | Costa 5', 11'  | PalaBassano Àrbitres: P. Venancio i R. Lameiras |

| 13 de desembre de 2008 20:00                                                                                      |      |                     |                                                                                           |
| Alnimar Reus | 17-0 | Herne Bay United RH | Palau d'Esports de Reus Àrbitres: A. Podevin i B. Tarassioux Assistència: 350 espectadors |
| Caldú 5', 27' García 13' Sánchez 14', 14', 21', 23', 39', 41', 42' Molet 15', 49' Páez 32' Gil 37', 38', 43', 46' |      |                     | Palau d'Esports de Reus Àrbitres: A. Podevin i B. Tarassioux Assistència: 350 espectadors |

| 17 de gener de 2009 21:00  |     |                          |                                                                            |
| ASD Bassano Hockey 54      | 3-3 | Alnimar Reus             | PalaBassano Àrbitres: J. Pinto i J. Ventura Assistència: 1.700 espectadors |
| Antezza 5', 16' Ábalos 13' |     | Sánchez 22', 32' Gil 26' | PalaBassano Àrbitres: J. Pinto i J. Ventura Assistència: 1.700 espectadors |

| 17 de gener de 2009 19:00                                                                                                   |      |                     |                                                           |
| Cemex Tenerife | 19-1 | Herne Bay United RH | Pavelló Pancho Camurria Àrbitres: M. Zonta i M. Guadagnin |
| Costa 1', 3', 13', 34, 49' Rodríguez 5', 10', 37', 38' Ferrer 18' Ordóñez 19', 42', 44', 47', 47', 48' Burgoa 26', 39', 43' |      | Barker 21'          | Pavelló Pancho Camurria Àrbitres: M. Zonta i M. Guadagnin |

| 14 de febrer de 2009 20:00 |      | |                                                                |
| Herne Bay United RH        | 0-21 | ASD Bassano Hockey 54 | Herne Bay Pier Sports Centre Àrbitres: Sánchez i M.T. Martínez |
|                            |      | Silva 3', 15', 22', 23', 39', 41', 44' Cacau 4', 17', 27', 42', 46', 47' Peripolli 19', 24', 29', 36', 47' Zen 7', 12' Giaretta 15' | Herne Bay Pier Sports Centre Àrbitres: Sánchez i M.T. Martínez |

| 14 de febrer de 2009 21:30   |     |                                |                                                                                          |
| Alnimar Reus                 | 4-3 | Cemex Tenerife                 | Palau d'Esports de Reus Àrbitres: J. Carpelho i P. Afonso Assistència: 1.100 espectadors |
| Páez 6' Gil 6', 28' (p), 32' |     | Ordóñez 29' (p), 48' Costa 39' | Palau d'Esports de Reus Àrbitres: J. Carpelho i P. Afonso Assistència: 1.100 espectadors |

| 14 de març de 2009 |     |                       |                         |
| Cemex Tenerife     | 3-2 | ASD Bassano Hockey 54 | Pavelló Pancho Camurria |
|                    |     |                       | Pavelló Pancho Camurria |

| 14 de març de 2009                           |     |                                                               |                              |
| Herne Bay United RH                          | 4-7 | Alnimar Reus                                                  | Herne Bay Pier Sports Centre |
| Singleton 4' Barton 12' Barker 28' McVey 46' |     | Platero 15'(p), 48' Gil 22' Caldú 26', 29' Gual 26' Molet 30' | Herne Bay Pier Sports Centre |

### Grup D
| Equip               | Pts | PJ | PG | PE | PP | GF | GC | DG  |
| ------------------- | --- | -- | -- | -- | -- | -- | -- | --- |
| AP Follonica Hockey | 13  | 6  | 4  | 1  | 1  | 19 | 11 | +8  |
| Coinasa Liceo       | 12  | 6  | 4  | 0  | 2  | 17 | 10 | +7  |
| Vilanova L'Ull Blau | 7   | 6  | 2  | 1  | 3  | 12 | 14 | -2  |
| OC Barcelos         | 3   | 6  | 1  | 0  | 5  | 9  | 22 | -13 |

| 18 d'octubre de 2008                |     |             |                                                            |
| AP Follonica Hockey                 | 5-2 | OC Barcelos | Palasport Armeni "Capannino" Àrbitres: J. Vidal i C. Bifet |
| A. Bertolucci (3) M. Bertolucci (2) |     | Torres (2)  | Palasport Armeni "Capannino" Àrbitres: J. Vidal i C. Bifet |

| 18 d'octubre de 2008   |     |               |                                                            |
| Vilanova L'Ull Blau    | 4-0 | Coinasa Liceo | Pavelló de les Casernes Àrbitres: J. Monteiro i J.M. Silva |
| Boira (3) Julivert (1) |     |               | Pavelló de les Casernes Àrbitres: J. Monteiro i J.M. Silva |

| 15 de novembre de 2008 |     |                                        |                                                                 |
| OC Barcelos            | 1-3 | Vilanova L'Ull Blau                    | Pavelló Municipal de Barcelos Àrbitres: M. Zonta i G. Andrisani |
| Ribeiro (1)            |     | Del Amor (1) Rocasalbas (1) Brichs (1) | Pavelló Municipal de Barcelos Àrbitres: M. Zonta i G. Andrisani |

| 15 de novembre de 2008 |     |                     |                                                              |
| Coinasa Liceo          | 1-0 | AP Follonica Hockey | Palau d'Esports de Riazor Àrbitres: P. Afonso i M. Fernandes |
| García (1)             |     |                     | Palau d'Esports de Riazor Àrbitres: P. Afonso i M. Fernandes |

| 13 de desembre de 2008 18:00 |     |                                               |                                                                |
| OC Barcelos                  | 2-5 | Coinasa Liceo                                 | Pavelló Municipal de Barcelos Àrbitres: M. Carmazzi i G. Fermi |
| H. Azevedo (1) Costa (1)     |     | Gende (1) Payero (2) Álvarez (1) Bargalló (1) | Pavelló Municipal de Barcelos Àrbitres: M. Carmazzi i G. Fermi |

| 13 de desembre de 2008 21:00                  |     |                                       |                                                                |
| AP Follonica Hockey                           | 3-3 | Vilanova L'Ull Blau                   | Palasport Armeni "Capannino" Àrbitres: J. Carpelho i J. Vieira |
| Velasquez (1) A. Bertolucci (1) Bresciani (1) |     | Boira (1) Del Amor (1) Rocasalbas (1) | Palasport Armeni "Capannino" Àrbitres: J. Carpelho i J. Vieira |

| 17 de gener de 2009 |     |                              |                                                                |
| OC Barcelos         | 1-2 | AP Follonica Hockey          | Pavelló Municipal de Barcelos Àrbitres: F. Garcia i E. Mariñas |
| Costa (1)           |     | A. Bertolucci (1) Molina (1) | Pavelló Municipal de Barcelos Àrbitres: F. Garcia i E. Mariñas |

| 17 de gener de 2009        |     |                     |                                                           |
| Coinasa Liceo              | 2-0 | Vilanova L'Ull Blau | Palau d'Esports de Riazor Àrbitres: P. Romao i L. Peixoto |
| Bargalló 13' (p) Lamas 32' |     |                     | Palau d'Esports de Riazor Àrbitres: P. Romao i L. Peixoto |

| 14 de febrer de 2009 |     |             |                         |
| Vilanova L'Ull Blau  | 1-3 | OC Barcelos | Pavelló de les Casernes |
|                      |     |             | Pavelló de les Casernes |

| 14 de febrer de 2009 21:00 |     |               |                              |
| AP Follonica Hockey        | 4-3 | Coinasa Liceo | Palasport Armeni "Capannino" |
|                            |     |               | Palasport Armeni "Capannino" |

| 14 de març de 2009 |     |             |                           |
| Coinasa Liceo      | 6-0 | OC Barcelos | Palau d'Esports de Riazor |
|                    |     |             | Palau d'Esports de Riazor |

| 14 de març de 2009  |     |                                                      |                                                     |
| Vilanova L'Ull Blau | 1-5 | AP Follonica Hockey                                  | Pavelló de les Casernes Àrbitres: Lamela i Monteiro |
| Julivert 17'        |     | M. Bertolucci 10' Molina 12', 20', 24' Bresciani 38' | Pavelló de les Casernes Àrbitres: Lamela i Monteiro |

## Final a vuit
Els horaris corresponen a l'hora d'estiu d'Itàlia (zona horària: UTC+2), als Països Catalans és la mateixa.
|  | Quarts de final                    | Quarts de final                   |                                   |    | Semifinals | Semifinals |  |  | Final | Final |
|  |                                    |                                   |                                   |    |            |            |  |  |       |       |
|  | 30 d'abril - Bassano - PalaBassano |                                   |                                   |    |            |            |  |  |       |       |
|  |                                    |                                   |                                   |    |            |            |  |  |       |       |
|  | Noia Freixenet                     | 2                                 |                                   |    |            |            |  |  |       |       |
|  | Noia Freixenet                     | 2                                 | 2 de maig - Bassano - PalaBassano |    |            |            |  |  |       |       |
|  | Coinasa Liceo                      | 5                                 |                                   |    |            |            |  |  |       |       |
|  | Coinasa Liceo                      | 5                                 | Coinasa Liceo                     | 1  |            |            |  |  |       |       |
|  | 1 de maig - Bassano - PalaBassano  |                                   | Coinasa Liceo                     | 1  |            |            |  |  |       |       |
|  |                                    | Roncato Vic                       | 4                                 |    |            |            |  |  |       |       |
|  | Roncato Vic                        | Roncato Vic                       | 4                                 | 4  |            |            |  |  |       |       |
|  | Roncato Vic                        |                                   | 3 de maig - Bassano - PalaBassano | 4  |            |            |  |  |       |       |
|  | AP Follonica Hockey                | 3                                 |                                   |    |            |            |  |  |       |       |
|  | AP Follonica Hockey                | 3                                 | Roncato Vic                       | 2  |            |            |  |  |       |       |
|  | 30 d'abril - Bassano - PalaBassano |                                   | Roncato Vic                       | 2  |            |            |  |  |       |       |
|  |                                    | Alnimar Reus Deportiu             | 2*                                |    |            |            |  |  |       |       |
|  | Alnimar Reus Deportiu              | Alnimar Reus Deportiu             | 2*                                | 2* |            |            |  |  |       |       |
|  | Alnimar Reus Deportiu              | 2 de maig - Bassano - PalaBassano |                                   | 2* |            |            |  |  |       |       |
|  | Barcelona Sorli Discau             | 2                                 |                                   |    |            |            |  |  |       |       |
|  | Barcelona Sorli Discau             | 2                                 | Alnimar Reus Deportiu             | 7  |            |            |  |  |       |       |
|  | 1 de maig - Bassano - PalaBassano  |                                   | Alnimar Reus Deportiu             | 7  |            |            |  |  |       |       |
|  |                                    | Bassano Hockey 54                 | 1                                 |    |            |            |  |  |       |       |
|  | FC Porto                           | Bassano Hockey 54                 | 1                                 | 2  |            |            |  |  |       |       |
|  | FC Porto                           |                                   |                                   | 2  |            |            |  |  |       |       |
|  | Bassano Hockey 54                  | 3                                 |                                   |    |            |            |  |  |       |       |
|  | Bassano Hockey 54                  | 3                                 |                                   |    |            |            |  |  |       |       |

### Quarts de final
| 30 d'abril de 2009 20:00  |     |                                                        |                                                                                |
| Noia Freixenet            | 2-5 | Coinasa Liceo                                          | PalaBassano Àrbitres: J. Monteiro i X. Jacquart Assistència: 1.200 espectadors |
| Mitjans 24' Cabestany 28' |     | Grasas 2' Bargalló 7' Ventura 13' Lamas 34' Payero 47' | PalaBassano Àrbitres: J. Monteiro i X. Jacquart Assistència: 1.200 espectadors |

| 1 de maig de 2009 21:30                    |     |                                      |                                                                         |
| Roncato Vic                                | 4-3 | AP Follonica Hockey                  | PalaBassano Àrbitres: J. Pinto i B. Jung Assistència: 2.500 espectadors |
| Roca 29' Torra 43', 53' (pro.) Adroher 45' |     | Velázquez 26' M. Bertolucci 31', 44' | PalaBassano Àrbitres: J. Pinto i B. Jung Assistència: 2.500 espectadors |

| 30 d'abril de 2009 21:30                    |                  |                                           |                                                                                  |
| Alnimar Reus Deportiu                       | 2-2 penals (2-1) | Barcelona Sorli Discau                    | PalaBassano Àrbitres: M. Barbarisi i U. Guadagnin Assistència: 1.500 espectadors |
| García 32' Gil 47' Gual (1p) J.L. Páez (1p) |                  | Masoliver 22' (p) Ordeig 37' Teixidó (1p) | PalaBassano Àrbitres: M. Barbarisi i U. Guadagnin Assistència: 1.500 espectadors |

| 1 de maig de 2009 20:00 |     |                          |                                            |
| FC Porto                | 2-3 | Bassano Hockey 54        | PalaBassano Àrbitres: J. Vidal i J.A. Ribó |
| Garcia 11', 38'         |     | Antezza 26', 34' Zen 34' | PalaBassano Àrbitres: J. Vidal i J.A. Ribó |

### Semifinals
| 2 de maig de 2009 18:30 |     |                                          |                                                                                |
| Coinasa Liceo           | 1-4 | Roncato Vic                              | PalaBassano Àrbitres: J. Monteiro i X. Jacquart Assistència: 1.700 espectadors |
| Payero 40' (p)          |     | Torra 31' (p), 46' Bancells 41' Roca 45' | PalaBassano Àrbitres: J. Monteiro i X. Jacquart Assistència: 1.700 espectadors |

| 2 de maig de 2009 20:45                         |     |                   |                                                                         |
| Alnimar Reus Deportiu                           | 7-1 | Bassano Hockey 54 | PalaBassano Àrbitres: J. Pinto i B. Jung Assistència: 2.200 espectadors |
| Gual 2', 23', 33' Gil 3', 5', 23' J.L. Páez 38' |     | Giaretta 19'      | PalaBassano Àrbitres: J. Pinto i B. Jung Assistència: 2.200 espectadors |

### Final[1]
| 3 de maig de 2009 17:00     |                  |                                    |                                                                                  |
| Roncato Vic                 | 2-2 penals (1-2) | Alnimar Reus Deportiu              | PalaBassano Àrbitres: M. Guadagnin i U. Barbarisi Assistència: 2.000 espectadors |
| López 12' Adroher 38', (1p) |                  | Garcia 38' Gual 49', (1p) Gil (1p) | PalaBassano Àrbitres: M. Guadagnin i U. Barbarisi Assistència: 2.000 espectadors |

| Campió ALNIMAR REUS DEPORTIU |

## Màxims golejadors
| Jugador             | Equip                 | Gols |
| ------------------- | --------------------- | ---- |
| Sergio Silva        | Bassano Hockey 54     | 15   |
| Toni Sánchez        | Alnimar Reus Deportiu | 11   |
| Pedro Gil           | Alnimar Reus Deportiu | 10   |
| Claudio Filho Selva | Bassano Hockey 54     | 9    |
| Lucas Ordóñez       | CP Tenerife           | 9    |
| Emanuel Garcia      | FC Porto              | 8    |
| Ángel Rodríguez     | CP Tenerife           | 8    |
| Valerio Antezza     | Bassano Hockey 54     | 8    |
| Alberto Peripolli   | Bassano Hockey 54     | 8    |
| Xavi Costa          | CP Tenerife           | 8    |

## Premis
- Màxim golejador: Sergio Silva (Bassano Hockey 54)
- Millor jugador: Marc Torra (Roncato Vic)